# Империја (округ)
Округ Империја (итал. Provincia di Imperia) је округ у оквиру покрајине Лигурија у северозападној Италији. Седиште округа је истоимени град Империја, али је већи и много познатији град Санремо.
Површина округа је 1.156 км², а број становника 218.334 (2008. године).

## Природне одлике
Округ Империја се налази у северозападном делу државе, са изласком на Тиренско море (Ђеновски залив). Округ је погранични са Француском на западу. Цела површина округа је са веома покренутим тереном. Јужни део округа је приморски (ривијера), густо насељен и привредно активнији. Северни део је планински (област Лигуријских Алпа), мање активан и слабо насељен. Већих водотока нема.
Област округа представља једну од најпознатијих и најлуксузнијих ривијера на свету, тзв. "Ривијера цвећа" (итал. Riviera dei Fiori) са низом сликовитих градића као што су: Санремо, Вентимиља, Империја.

## Становништво
По последњим проценама из 2008. године у округу Империја живи близу 220.000 становника. Густина насељености је велика, близу 200 ст/км². Посебно је густо насељено уско приморско подручје.
Поред претежног италијанског становништва у округу живе и велики број досељеника из свих делова света.

## Општине и насеља
У округу Империја постоји 67 општина (итал. Comuni).
Најважније градско насеље и седиште округа је град Империја (42.000 ст.), али је од њега већи и много познатији град Санремо (57.000 ст.). Познат је и град Вентимиља (26.000 ст.).

## Галерија слика
- Средиште округа, град Империја
- Познати град Санремо